# Indre-et-Loire

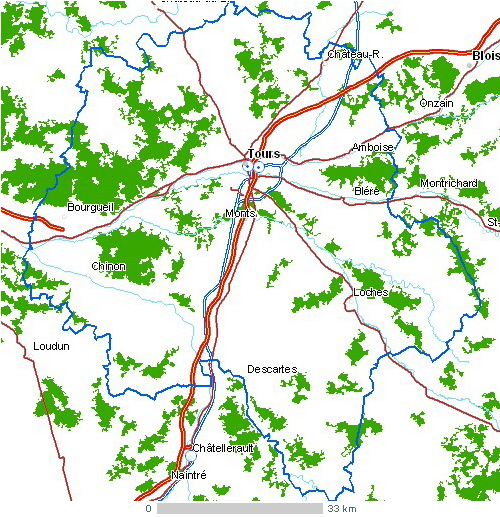
Indre-et-Loire térképe

Indre-et-Loire (IPA: [ˌɛ̃dʁeˈlwaʁ]) a 83 eredeti megye egyike, amelyeket a francia forradalom alatt 1790. március 4-én hoztak létre. A korábbi Touraine province területét foglalja magában. A megye központja, Tours a kora középkor óta volt oktatási központ.

## Elhelyezkedése
Indre-et-Loire a Centre-Val de Loire régióban helyezkedik el, északon Sarthe, keleten Loir-et-Cher és Indre, délen Vienne, nyugaton pedig Maine-et-Loire megyék veszik körül.

## Turizmus
Indre-et-Loire a következő jelentős kastélyoknak ad otthont, amelyek a nagyközönség számára is nyitottak:
- Château d'Amboise
- Azay-le-Rideau
- Château de la Bourdaisière
- Château de Chenonceau
- Chinon
- Courcelles-de-Touraine
- Château de Langeais
- Marcay
- Montpoupon
- Tours
- Château de Villandry
- Château du Rivau

## Települések
A megye legnagyobb városai a 2011-es népszámlálás alapján:
| Település              | Népesség |
| ---------------------- | -------- |
| Tours                  | 134 633  |
| Joué-lès-Tours         | 35 976   |
| Saint-Cyr-sur-Loire    | 16 072   |
| Saint-Pierre-des-Corps | 15 227   |
| Saint-Avertin          | 13 947   |
| Amboise                | 13 005   |
| Chambray-lès-Tours     | 10 733   |
| Montlouis-sur-Loire    | 10 487   |
| Fondettes              | 10 377   |
| Chinon                 | 7 911    |

## Galéria

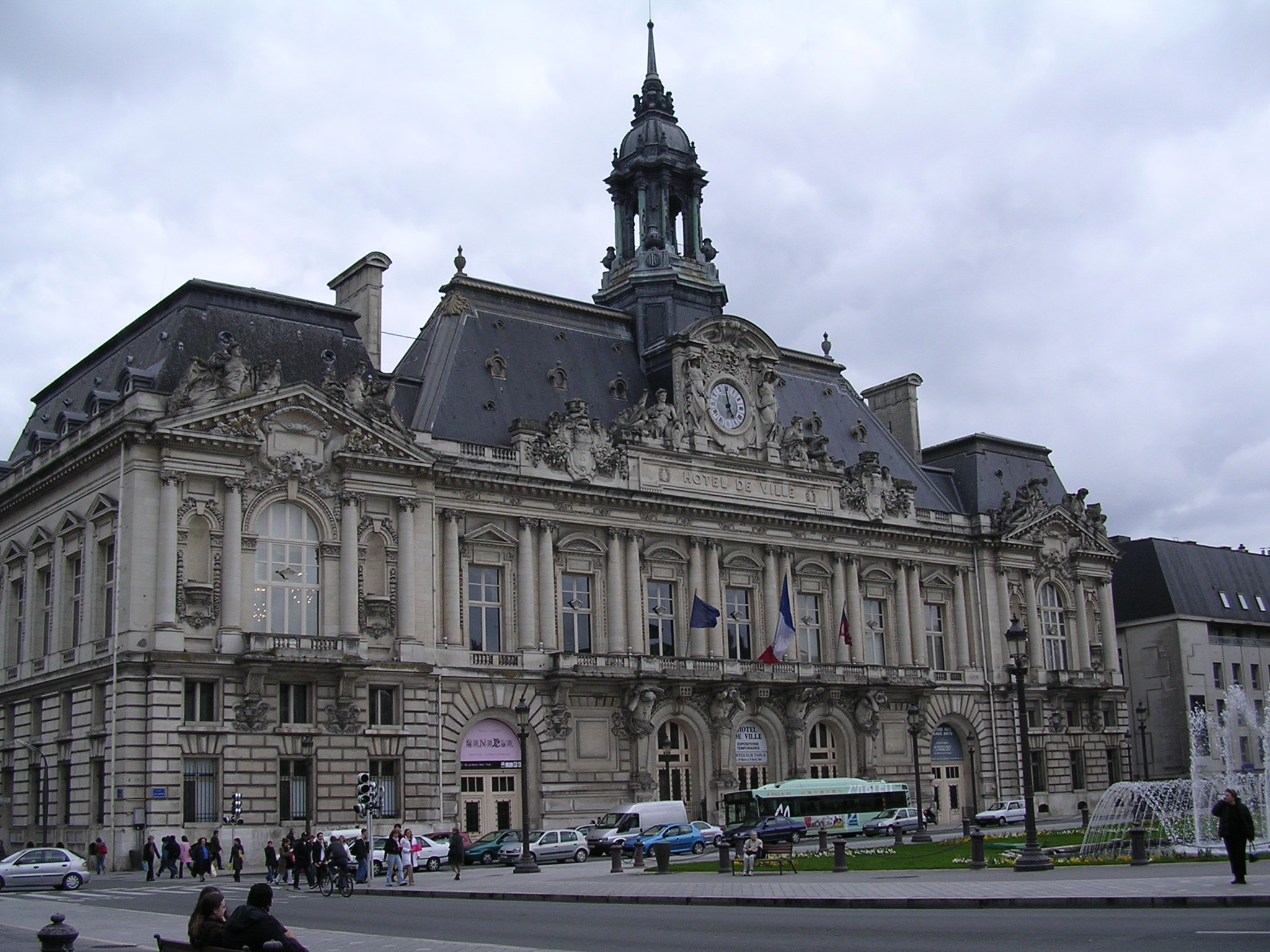
Tours
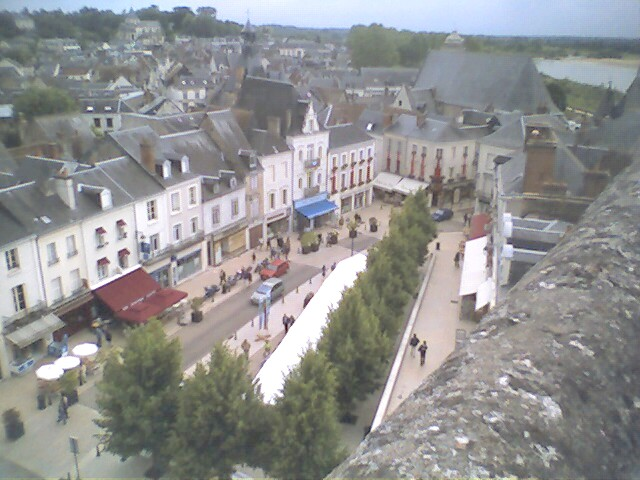
Amboise
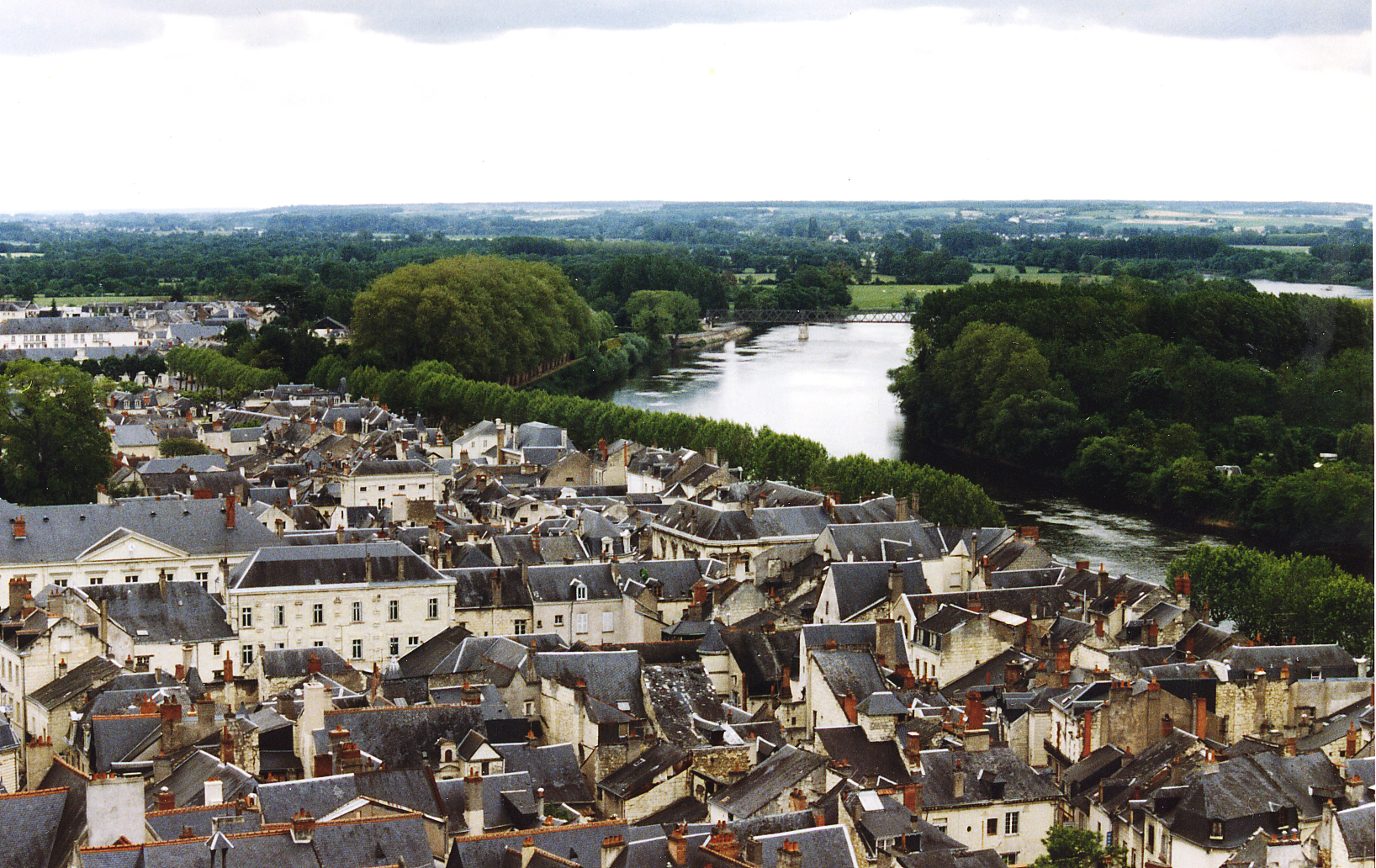
Chinon
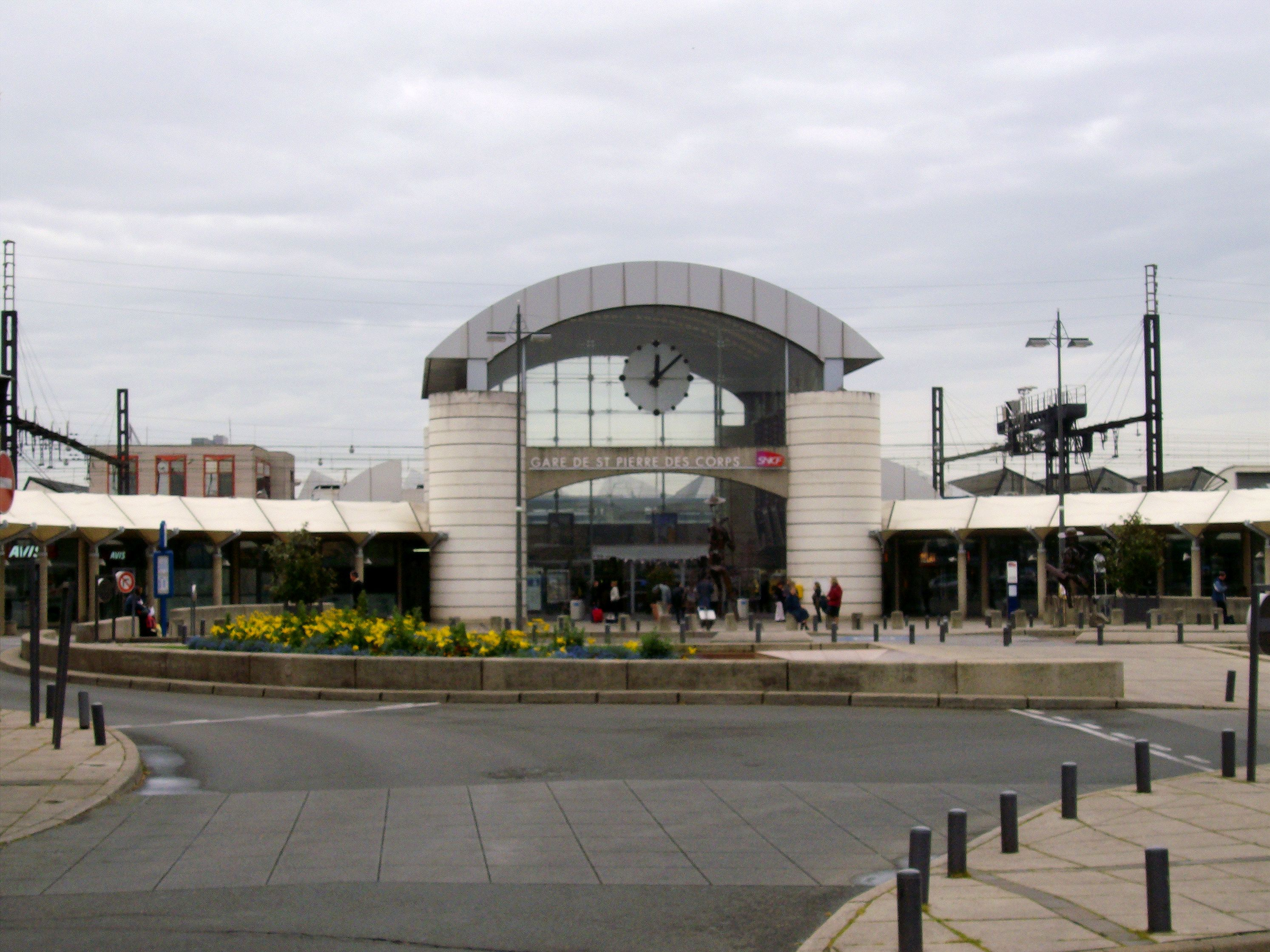
Saint-Pierre-des-Corps